# Ángel con campera
«Ángel con campera» es una canción de No Te Va Gustar del álbum Por lo menos hoy, compuesta por Emiliano Brancciari. El tema se relaciona con un ángel que en un determinado momento nos toca conocer para encontrar la paz con nosotros mismos. La letra en un comienzo dice "que río menos cuando más lo intento" y que en sí se encuentra perdido en su cuerpo, ante todo lo que le hace mal, y que un día se encontró con este ángel al cual le contó lo que le pasaba, pero que no le creyó casi nada. Con esto dice que ni siquiera él mismo puede creerse lo que le trataba de contar al ángel, las últimas palabras harían referencia a que todos debemos tener esperanza de encontrar la calma, y no dejar nuestras puertas cerradas, así daríamos oportunidad a que el ángel se acerque a nuestra vida.